# En gnistrande jul
En gnistrande jul är det fjärde studioalbumet från av Elisa's, utgivet 13 november 2013. Albumet är deras första album med julsånger. Expressens Per Hägred har i sin recension av albumet ansett att deras version av Feliz navidad är för mesig och den bästa låten på albumet är Tomten ska dansa.

## Låtlista
1. Jag drömmer om en jul hemma (White Christmas)
2. Låt mig få tända ett ljus (Mozarts vaggsång)
3. I Wish It Could Be Christmas Everyday
4. Dagen då snön försvann
5. När det lider mot jul
6. Feliz Navidad
7. En ensam jul
8. Gnistrande kristall
9. Santa Lucia
10. Tomten ska dansa
11. Våran första jul
12. Oh helga natt (Cantique de Noël)
13. Christmas Is Here

## Listplaceringar
| Lista (2013) | Topplacering |
| ------------ | ------------ |
| Sverige      | 8            |